# Aussichtsturm Friedrichshafen

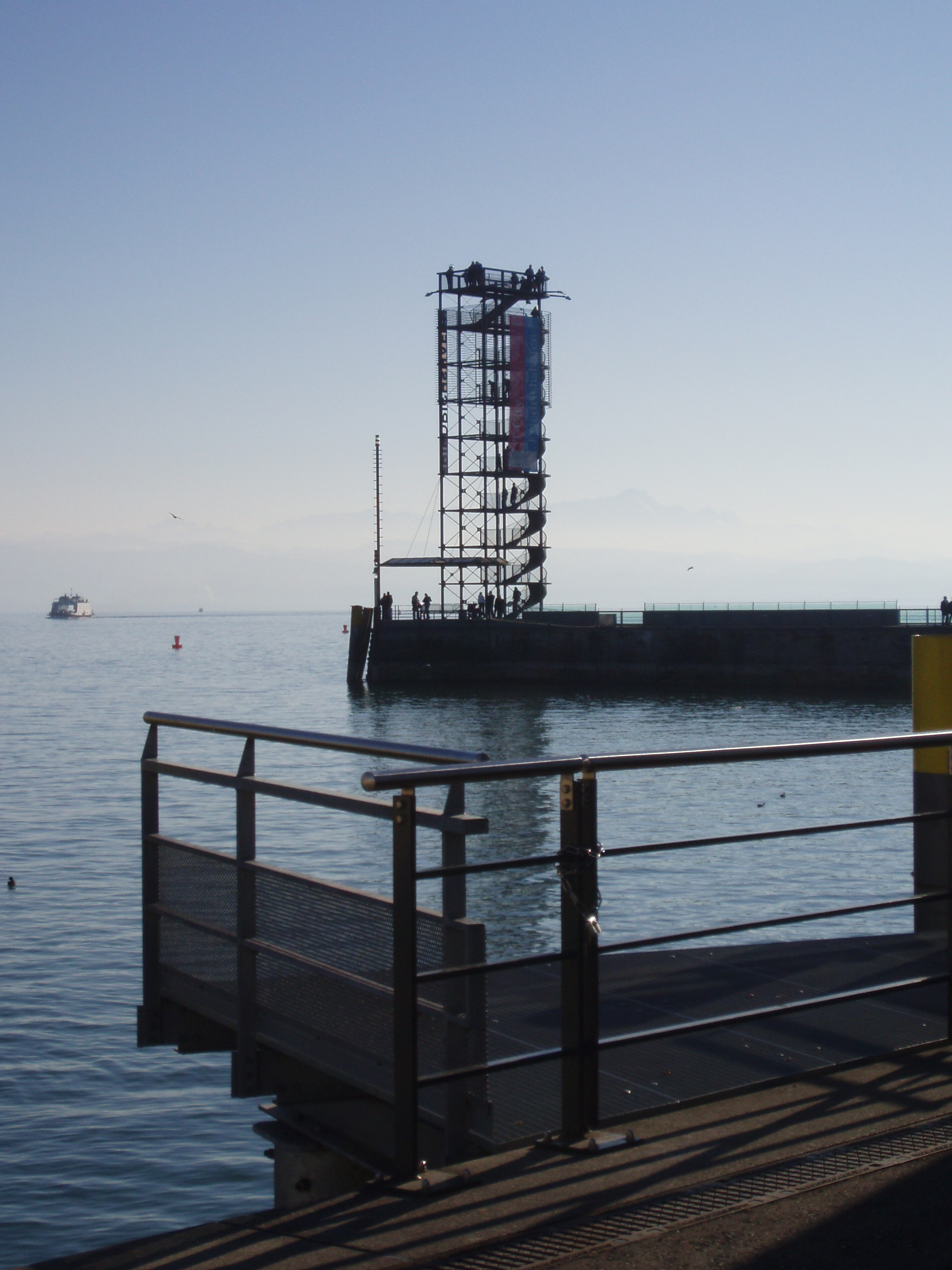
Der Aussichtsturm von der Seepromenade aus gesehen

Der Aussichtsturm Friedrichshafen, auch Moleturm genannt, markiert die Hafeneinfahrt von Friedrichshafen am Bodensee.
Der Turm wurde von der Stadt Friedrichshafen im Zuge der Sanierung und Neugestaltung der alten Hafenmolen errichtet und am 24. September 2000 eingeweiht. Seine Herstellung dauerte elf, die eigentliche Montage vier Wochen. Bei einer Gründungstiefe von 55 Metern erreicht er eine Höhe von 22,25 Metern. Der stählerne Treppenaufgang führt mit insgesamt 117 Stufen über neun Ebenen, von denen die beiden obersten als Aussichtsplattformen für jeweils etwa 50 Personen gestaltet sind. Sie liegen auf 18,8 m und 21,15 m Höhe. Das Bauwerk wiegt über 47 Tonnen und nimmt eine Grundfläche von 25,6 m² ein. Es steht auf acht Kleinbohrpfählen mit einem Durchmesser von etwa 16 cm; die Tragkonstruktion ist aus zwei stählernen Hohlprofilformaten mit stabilisierenden Auskreuzungen zusammengesetzt. Nicht zum unmittelbaren Bauwerk gehören die ausbetonierten Stahlrohre auf der Seeseite. Sie dienen lediglich als Schutz gegen anprallende Schiffe.
Der Turm soll als vertikales Gegenelement zur horizontalen Überdachung des gegenüberliegenden Molenkopfes dienen. Eher zurückhaltend in Form und Farbe, soll er mit der Bauhausarchitektur des Hafenbahnhofs (dem heutigen Zeppelin Museum) korrespondieren. Der Turm ist frei zugänglich und besitzt keinen Aufzug.

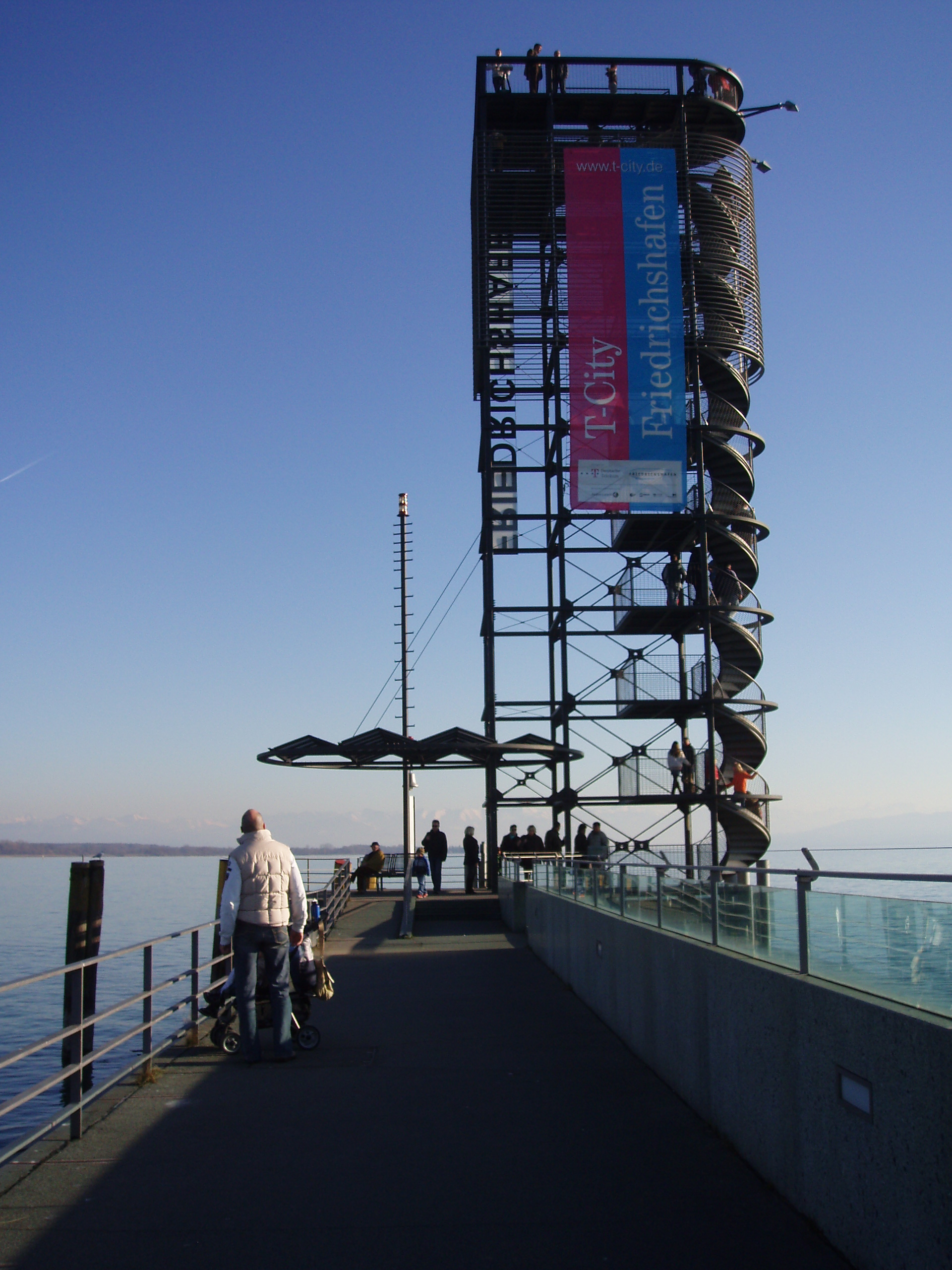
Aus kürzerer Entfernung
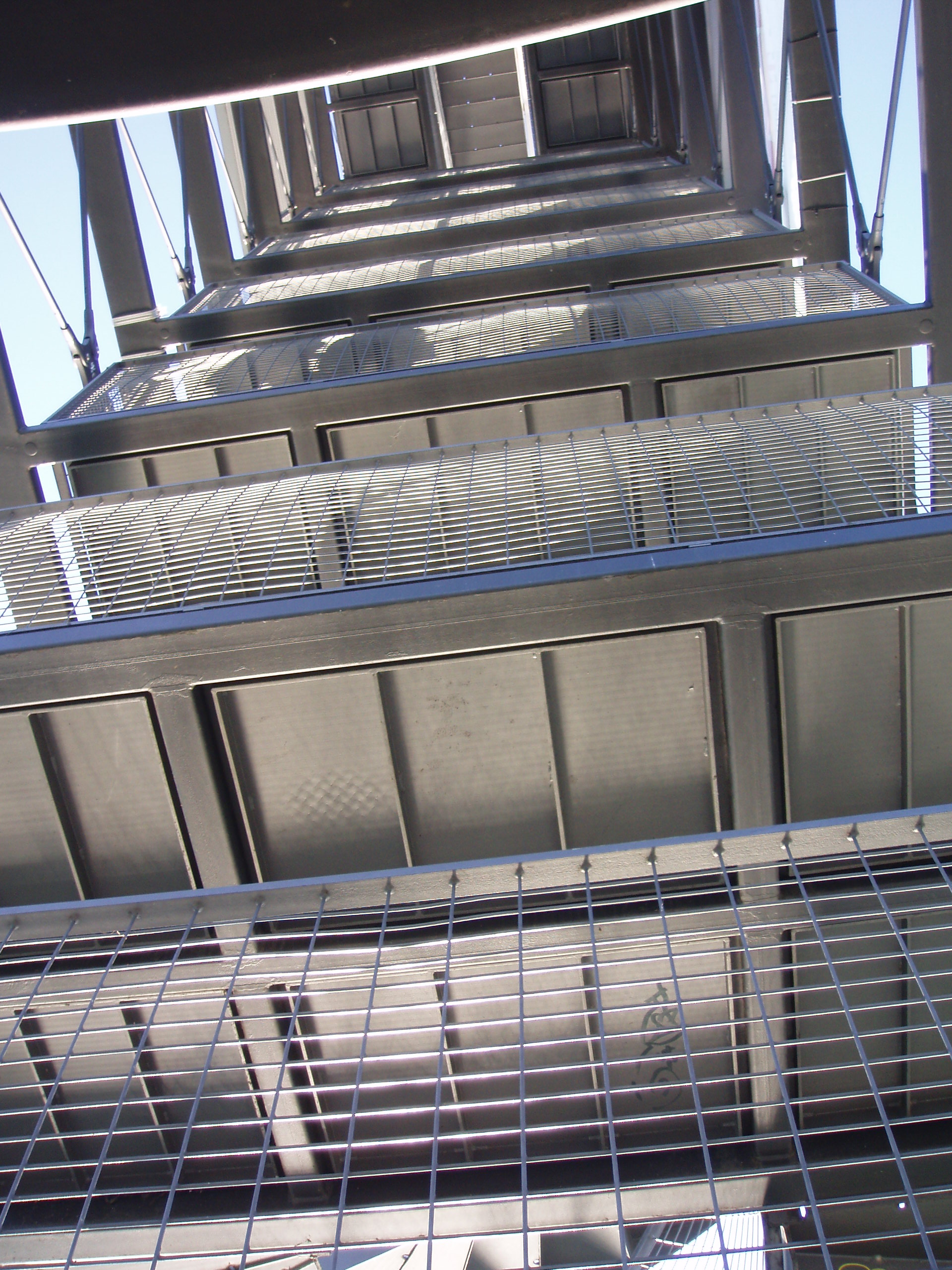
Von unten gesehen
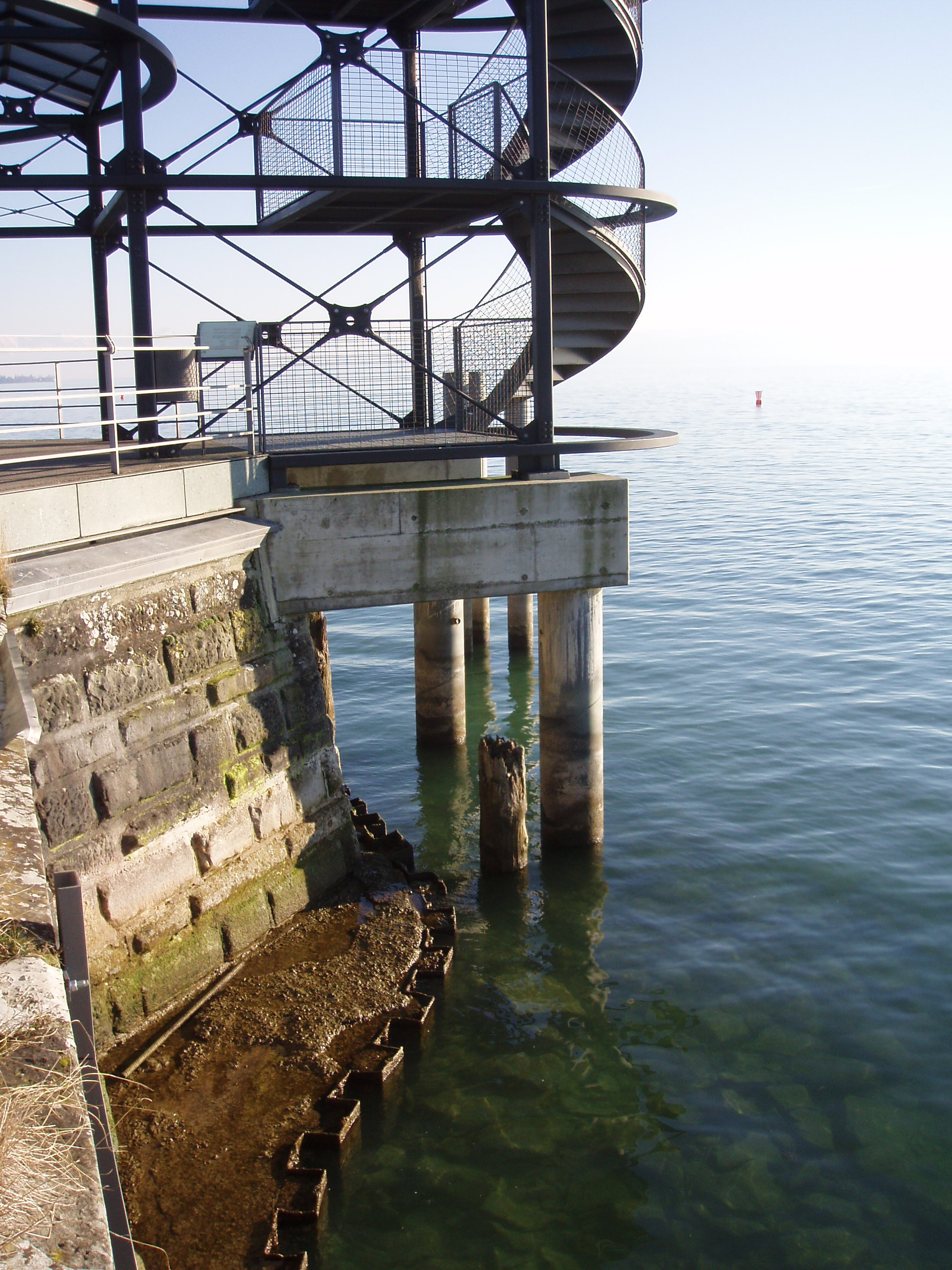
Unterste Ebene und Schutz
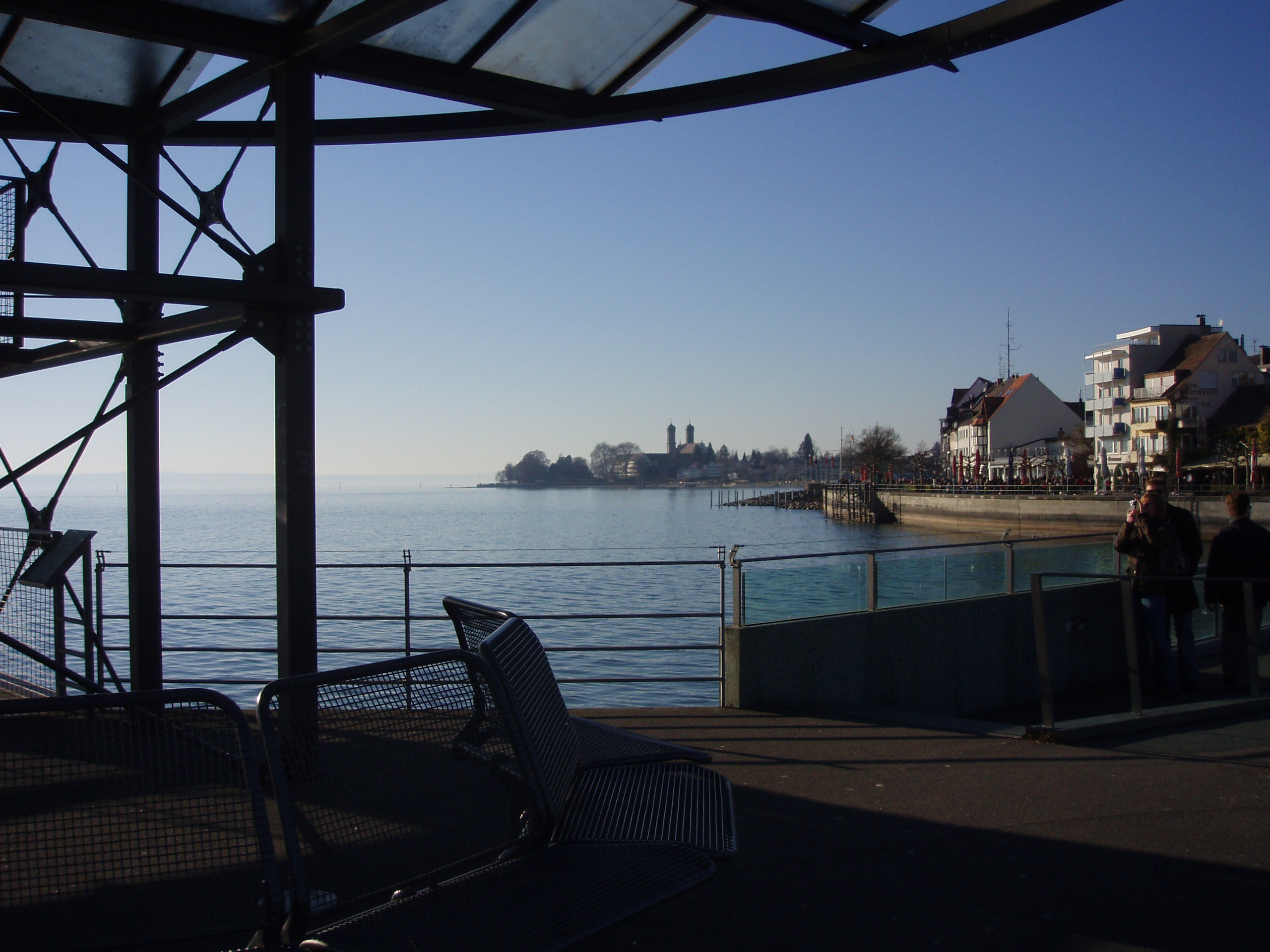
Überdachung der untersten Ebene
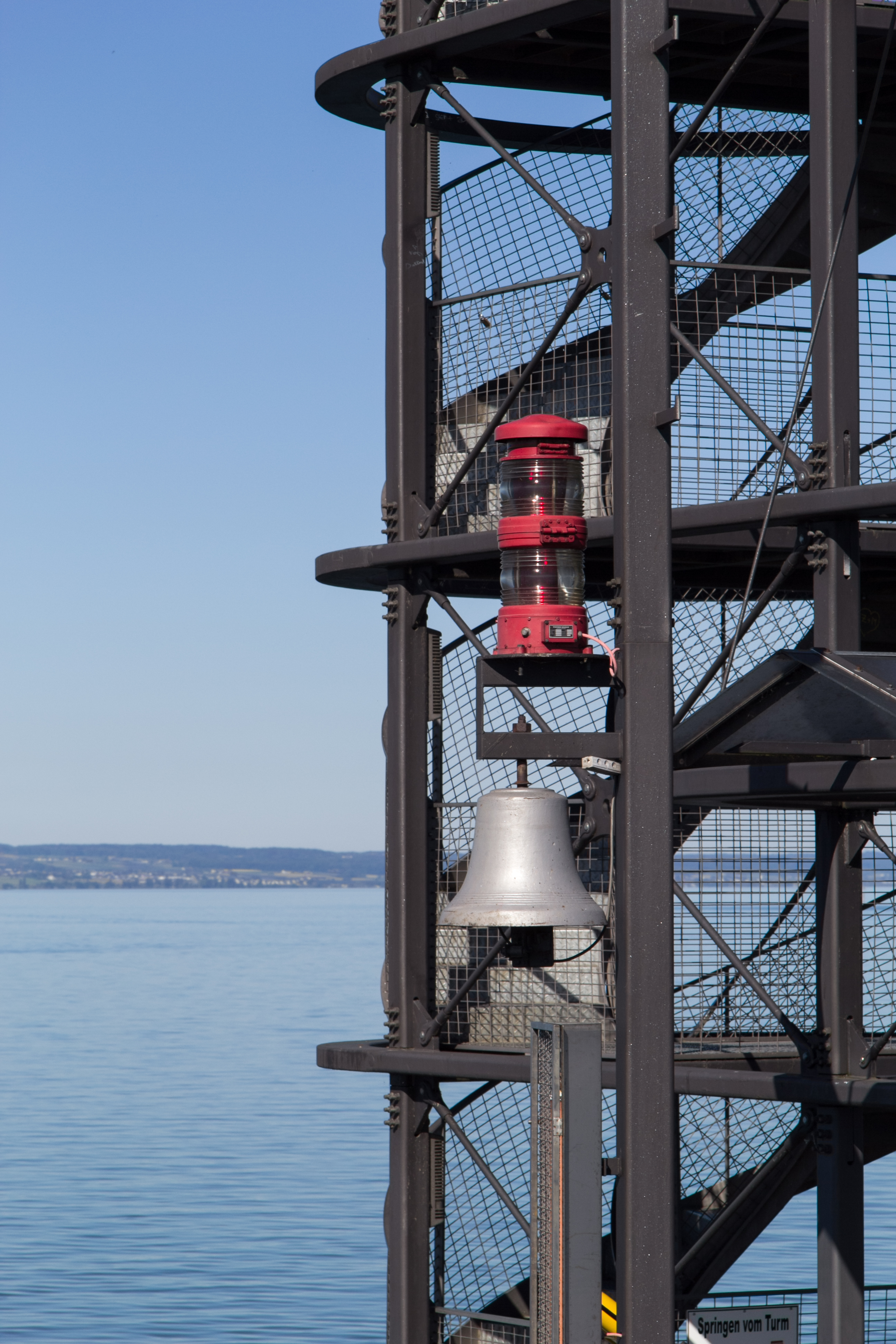
Befeuerung und Nebelglocke